# Янсі
Янсі (кит. 洋溪镇, пін. Yángxī Zhèn) — містечко у КНР, Їньцзян-Туцзя-Мяоський автономний повіт провінції Ґуйчжоу.

## Географія
Янсі розташовується у південній частині повіту і префектури загалом.

### Клімат
Містечко знаходиться у зоні, котра характеризується вологим субтропічним кліматом. Найтепліший місяць — липень із середньою температурою 25.2 °C (77.4 °F). Найхолодніший місяць — січень, із середньою температурою 3.7 °С (38.7 °F).
| Клімат Янсі             | Клімат Янсі | Клімат Янсі | Клімат Янсі | Клімат Янсі | Клімат Янсі | Клімат Янсі | Клімат Янсі | Клімат Янсі | Клімат Янсі | Клімат Янсі | Клімат Янсі | Клімат Янсі | Клімат Янсі |
| Показник                | Січ.        | Лют.        | Бер.        | Квіт.       | Трав.       | Черв.       | Лип.        | Серп.       | Вер.        | Жовт.       | Лист.       | Груд.       | Рік         |
| Середня температура, °C | 3,7         | 4,7         | 9,4         | 15          | 19,3        | 22,4        | 25,2        | 24,7        | 21          | 15,8        | 10,6        | 5,8         | 14,8        |
| Норма опадів, мм        | 28.4        | 32.4        | 54.7        | 132.8       | 193.1       | 194.7       | 138.9       | 135.4       | 100.3       | 108.9       | 65.6        | 29.1        | 1214.3      |
| Днів з опадами          | 15,3        | 14          | 17,2        | 19,1        | 19,7        | 17,9        | 14,2        | 14,6        | 13          | 17          | 16,2        | 14,3        | 192,5       |
| Вологість повітря, %    | 76.5        | 77          | 76.1        | 76.9        | 78.2        | 78.8        | 75.7        | 75          | 75.2        | 77.5        | 77.8        | 76.2        | 76.7        |
| ----------------------- | ----------- | ----------- | ----------- | ----------- | ----------- | ----------- | ----------- | ----------- | ----------- | ----------- | ----------- | ----------- | ----------- |
| Джерело: Weatherbase    |             |             |             |             |             |             |             |             |             |             |             |             |             |